# Microweiseinae

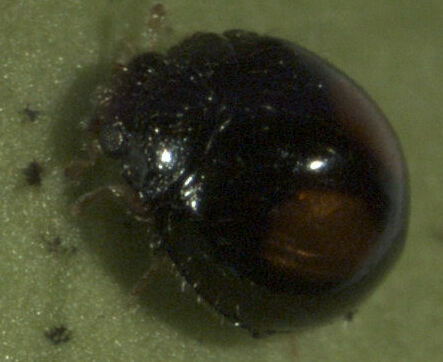
Serangium maculigerum

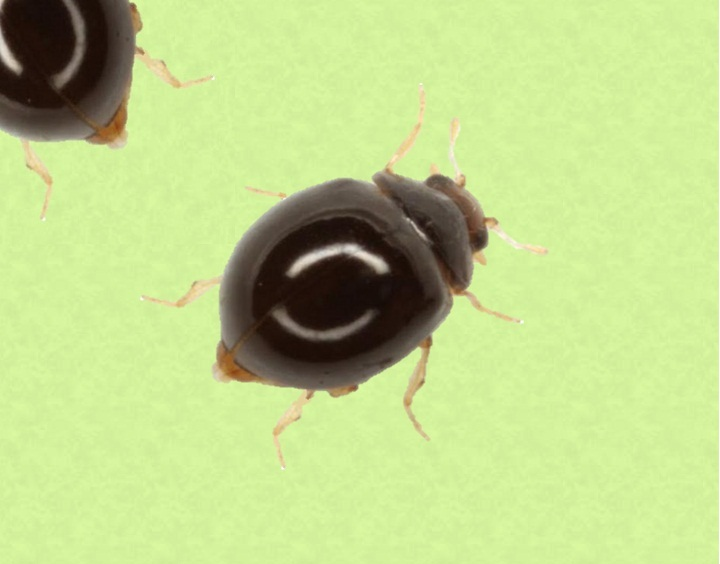
Delphastus pusillus

Microweiseinae – podrodzina chrząszczy z nadrodziny biedronek i rodziny biedronkowatych. Obejmuje 26 opisanych rodzajów, sklasyfikowanych w czterech plemionach.

## Morfologia
Chrząszcze o ciele długości poniżej 3,5 mm, w zarysie wydłużonym do owalnego, z wierzchu wypukłym, często wyraźnie owłosionym. Głowa ma czułki umieszczone przed oczami, które to bywają zredukowane lub dobrze wykształcone. Frontoklipeus jest dobrze wykształcony i wokół panewek czułkowych wykrojony. Panewki czułkowe są widoczne od góry, umieszczone stosunkowo blisko siebie i często w oddaleniu od oczu. Żuwaczki mają dobrze wykształcone mole, ale pozbawione są zębów molarnych. Wierzchołek żuwaczki u Carinodulini jest dwuzębny, a u pozostałych grup pojedynczy. Szczęki i warga dolna są wydłużone, wycofane i wskutek tego objęte po bokach policzkami. Podpoliczki mają ujścia gruczołów podpoliczkowych. Odwłok samca ma niesymetryczny tegmen, na który składa się pierścieniowata fallobaza, a często też paramery i płat środkowy (ang. penis guide).
Larwy Microweiseinae cechują się trójkątnymi żuwaczkami z pojedynczymi zębami wierzchołkowymi i tępymi powierzchniami molarnymi. Odnóża ich odznaczają się obecnością pary spłaszczony, szpatułkowatych szczecinek na stopogoleniach. Na odwłoku brak jest ujść gruczołów. U poczwarek nie występują na odwłoku urogomfy.

## Ekologia i występowanie
Podrodzina kosmopolityczna, przy czym większość przedstawicieli występuje w strefach tropikalnej i subtropikalnej. Na zachodzie Palearktyki występują tylko dwa rodzaje, Madeirodula, endemit Madery, oraz  Paracoleopterus, będący tam ograniczonym do regionu śródziemnomorskiego oraz zachodniej i środkowej części Azji. Z kolei na wschodzie Palearktyki występują rodzaje Serangium i Microserangium. Kilka rodzajów zamieszkuje krainę australijską, jednak żadnego nie stwierdzono na Nowej Zelandii.
Zarówno larwy, jak i owady dorosłe są drapieżnikami żerującymi na czerwcach (kokcydofagami) i mączlikach.

## Taksonomia i ewolucja
Do podrodziny tej należy 26 opisanych rodzajów, sklasyfikowanych w czterech plemionach:
- Carinodulini Gordon, Pakaluk & Ślipiński, 1989
- Madeirodulini Szawaryn, Větrovec & Tomaszewska, 2020
- Microweiseini Leng, 1920
- Serangiini Pope, 1962

|  | Madeirodulini |
|  |               |
|  | Carinodulini  |
|  |               |

|  | Serangiini    |
|  |               |
|  | Microweiseini |
|  |               |

|  | Madeirodulini |
|  |               |
|  | Carinodulini  |
|  |               |

|  | Serangiini    |
|  |               |
|  | Microweiseini |
|  |               |

|  | Madeirodulini |
|  |               |
|  | Carinodulini  |
|  |               |

|  | Serangiini    |
|  |               |
|  | Microweiseini |
|  |               |

|  | Madeirodulini |
|  |               |
|  | Carinodulini  |
|  |               |

|  | Serangiini    |
|  |               |
|  | Microweiseini |
|  |               |

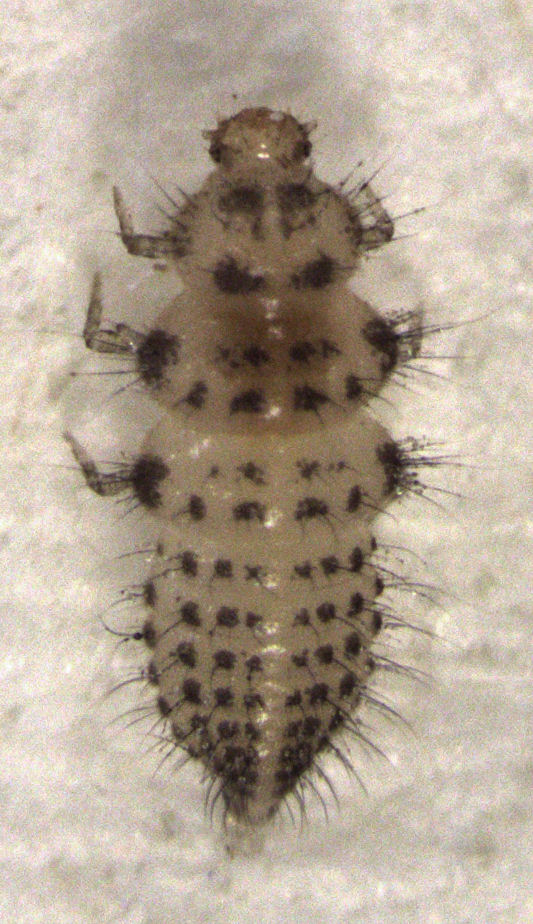
Larwa Serangium maculigerum

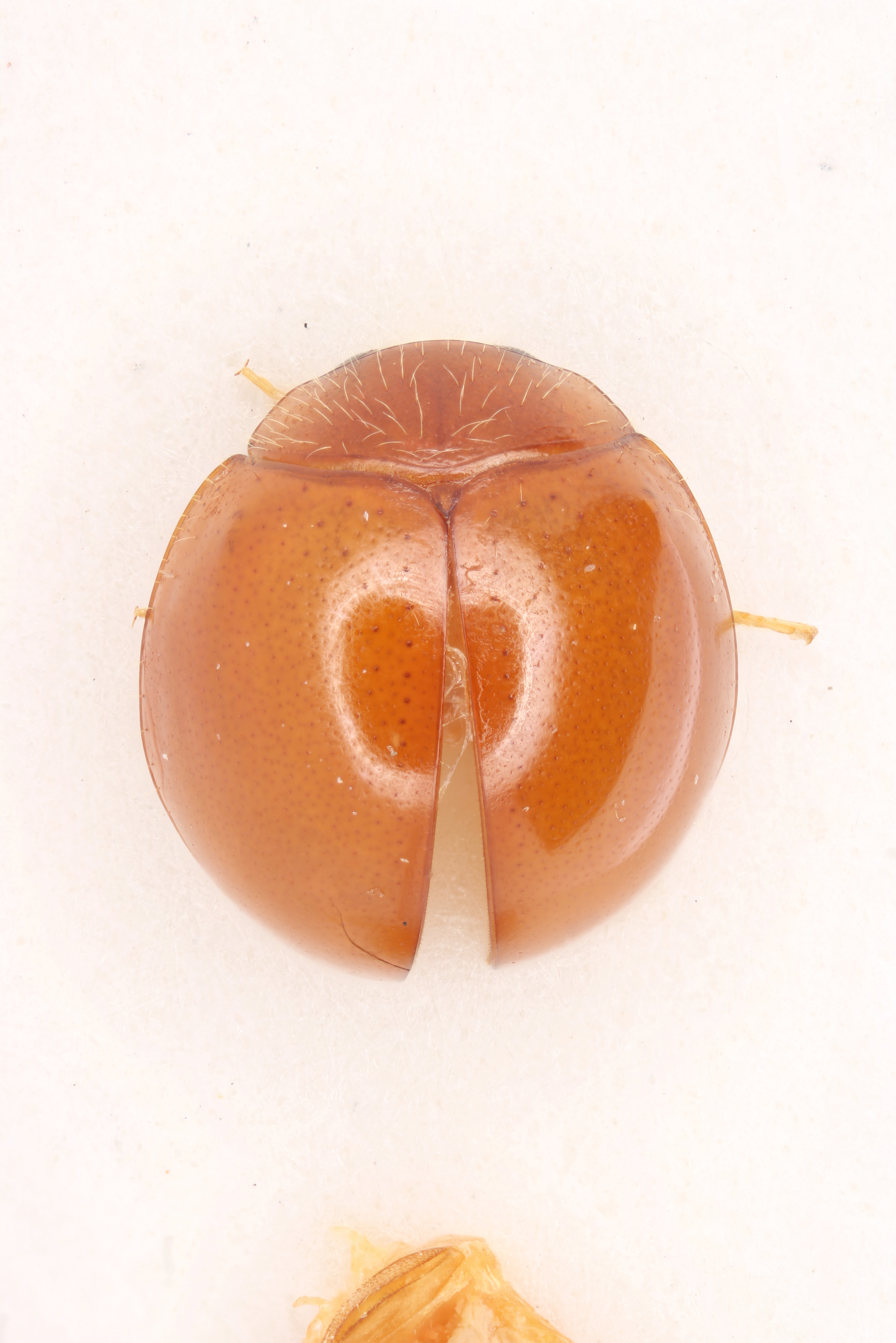
Serangium parcesetosum

Jako pierwszy takson rangi rodzinowej od rodzaju Microweisea utworzył Charles William Leng w swoim Catalogue of the Coleoptera of America, North of Mexico z 1920 roku. Przez większość XX wieku występowały najczęściej jako plemię w obrębie Sticholotidinae. W 1960 roku przez Hiroyuki Kamiya wprowadził plemię Sukunahikonini, a w 1962 roku Robert Pope plemię Serangiini. W 1968 roku oba te plemiona wraz z obejmującym Microweisea Sticholotidini Hiroyuki Sasaji umieszczał w Sticholotinae. W 1977 roku Robert Gordon przywrócił plemię Microweiseini. W 1989 roku Gordon, James Pakaluk i Stanisław Adam Ślipiński wprowadzili nowe plemię Carinodulini, wskazując na tworzenie przez nie kladu z Sukunahikonini, Microweiseini i Serangiini. W systematyce biedronkowatych z 2003 roku Christiana Duvergera podrodzina obejmująca te cztery plemiona nazwana została Scotoscymninae, a w późniejszych systemach Microweiseinae.  W 2012 roku Hermes Escalona i Adam Ślipiński na podstawie wyników analiz filogenetycznych przeprowadzili rewizję Microweiseinae, m.in. synonimizując Sikunahikonini z Microweiseini. Według wyników tychże analiz Microweiseini stanowią grupę siostrzaną względem Serangiini, a Carinodulini zajmują pozycję bazalną w obrębie podrodziny. W 2020 roku czwarte plemię Microweiseinae, Madeirodulini, wprowadzone zostało przez Karola Szawaryna, Jaroslava Větrovca i Wiolettę Tomaszewską. Z przeprowadzonej przez tychże autorów analizy filogenetycznej wynika jego siostrzana relacja względem Carinodulini.

### Zapis kopalny
Zapis kopalny Microweiseinae ogranicza się do eocenu. Z tej epoki znane są inkluzje w bursztynie bałtyckim trzech gatunków z rodzaju Serangium oraz trzech gatunków z rodzaju Baltosidis.

## Znaczenie gospodarcze
Przedstawiciele rodzajów Serangium i Delphastus wykorzystywani są do biologicznego zwalczania mączlików z rodzaju Bemisia na różnych roślinach uprawnych, w tym w warunkach szklarniowych. 